# Lea Ahlborn
Lea Ahlborn, de soltera Lundgren, (Estocolmo, 18 de febrero de 1820-13 de noviembre de 1897) fue una grabadora de medallas sueca.

## Vida y formación
Se formó como discípula de su padre, Ludvig Lundgren, que era grabador de la Casa de la Moneda de Estocolmo y -entre 1851 y 1853- de la Monnaie de Paris.
En 1854 contrajo matrimonio con el escultor alemán Carl Ahlborn.

## Carrera
Al fallecimiento de su padre en 1853, le sustituyó en su cargo en París. En esta ciudad, participó en la Exposición universal de 1855, con las obras Carlos XIV; Birger Jarl, regente de Suecia en el siglo XIII; Juan, rey de Suecia, según las estatuas de Fogelberg; Óscar II; Las reinas Josefina y Luisa; Palander; Bolinder.
Realizó la medalla del jubileo de la Universidad de Uppsala de 1877; la de las bodas de plata de Óscar II, Nordeuskiöl; y las medallas Berzelius, Jenny Lind y Treiwald, así como dos más de Carlos XIV y otras para sociedades científicas y literarias.
En la exposición de 1878 obtuvo una mención honorífica por una colección de medallas y medallones de distintos personajes y de las Acedemias de Artes y Ciencias de Estocolmo.

## Galería

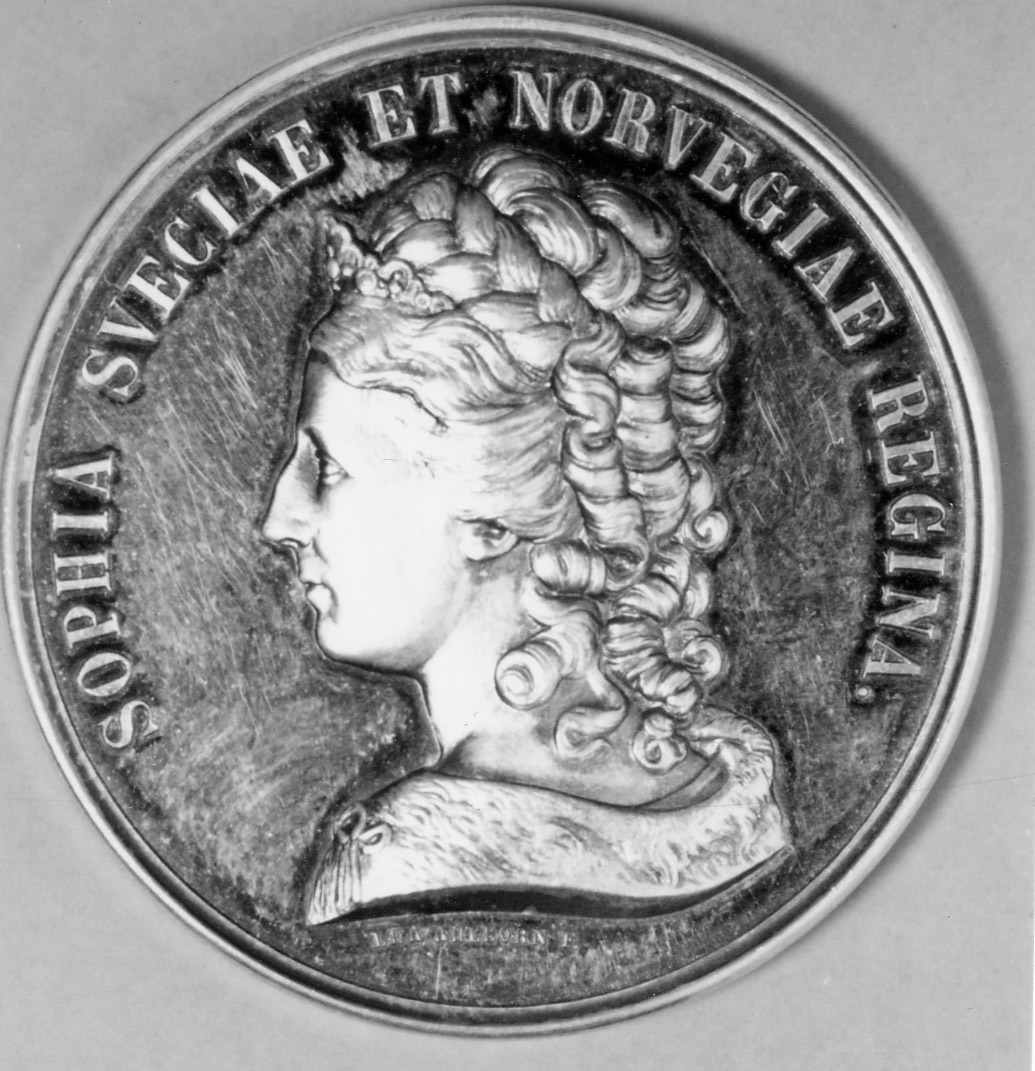
Medalla conmemorativa de la reina Sofía de Suecia.
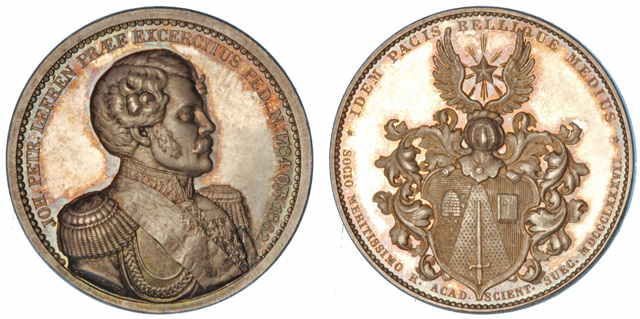
Medalla a Johan Peter Lefren.
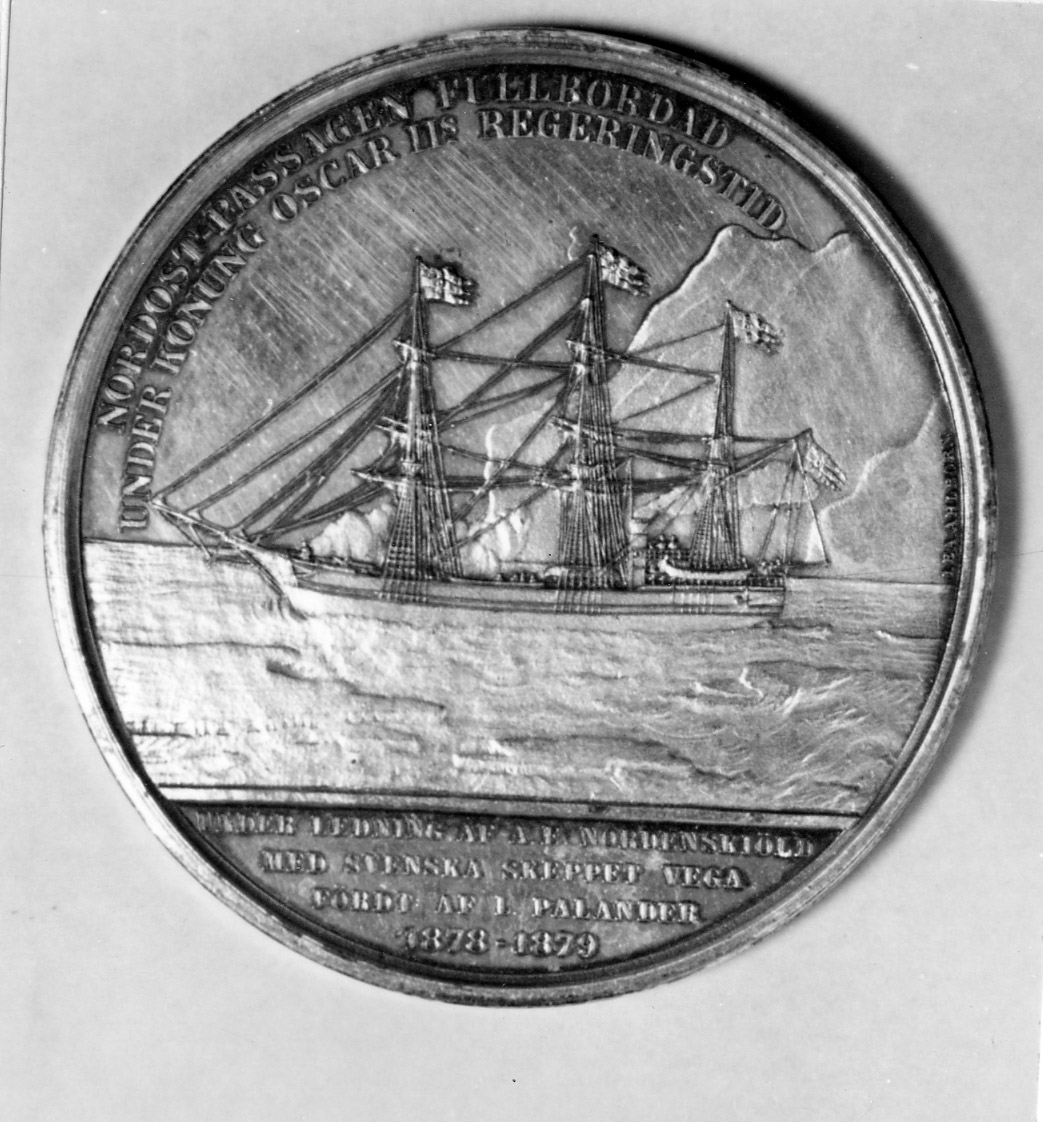
Medalla del Paso del Noroeste.